# عمر هادي
عمر هادي (28 مارس 1989 -)، مغني وملحن عراقي. 

## حياته ونشأته
ولد 28 مارس 1989 في بغداد الشعلة حي الجوادين في العراق. نشأ في عائلة فنية حيث كان أبرزهم الملحن العراقي محمد هادي، فبدأ بتعلم العزف على آلة العود وهو في السادسة من العمر، حيث علمه عمه الملحن محمد هادي الانغام و المقامات الموسيقية. تخرج من المتوسطة ولم يكمل دراسته بسبب الظروف المعيشية الصعبة، كما أنه كان رياضياً حيث لعب في اشبال و ناشئين نادي الزوراء الرياضي إلا انه قد ترك اللعب في النادي إثر عملية جراحية حدثت له آنذاك فحرمته المواصلة في اللعب بالنادي. و لكنه لم يترك العزف على آلة العود و الاستمرار بتلحين النصوص الشعرية طوال تلك الفترة.

## بداياته
وفي العام 2010 عرضت قناة الرشيد الفضائية العراقية برنامج المواهب ( مثلث النجوم ) وفتح باب التقديم، فكانت فرصته التي انتظرها، فقام بالاشتراك في البرنامج وكان حينها في التاسعة عشر من عمره، حيث ضمت لجنة التحكيم الكبار من الفنانين الملحنين و الشعراء، فكانت تضم كلاً من الشاعر عريان السيد خلف والشاعر محمد المحاويلي و الفنان الملحن الكبير محسن فرحان والملحن محمد هادي. وأيضاً ضمت اللجنة الفنان حميد منصور والفنان علي خصاف ونقاد موسيقيين آخرين، حيث كانوا معجبين بألحانه، فوصل إلى المراحل النهائية في البرنامج، وفاز بالمركز الأول في البرنامج كملحن.[بحاجة لمصدر]

## أعماله
أول عمل غنائي له كان في مسلسل بيت الطين الجزء الرابع فقام بغناء المواويل وهي من الحانة أيضاً حيث قام المخرج والمؤلف الرائع عمران التميمي بدعوته إلى هذا العمل ونجحت التجربة، ولكنه أراد أن يستمر كملحناً فضلاً على أن يكون مطرباً.
وبعدها سجل 5 أغاني بصوته من الحانة على آلة العود بتسجيل بسيط ومن أهم أعماله هي:
- يروحي شبيج............................... صفاء الربيعي
- هنيالكم....................................... صفاء الربيعي
- الف مبروك و الباقي بحياتك................ رائد أبو فتيان
- ياوسفة....................................... صفاء الربيعي
- وي غيري تخلص الليل..................... صفاء الربيعي
- نايم كلبي حظه سنين........................ صفاء الربيعي
- موال ولدي شكد أحبهم نفس بالروح....... صفاء الربيعي
- بزعلنا الناس عرفت.......................... حامد الشمري
- هسه انساكم................................... صفاء الربيعي
- شتكَل للناس.................................. مجبل لازم
- يريده الندى يطيح........................... طالب الدراجي

فاشتهرت أغنية (وي غيري تخلص الليل) حيث كانت سبب شهرته وغناها له العديد من الفنانين الشباب امثال عدنان بريسم و فهد نوري و رند الحنين وغيرهم من الفنانين العراقيين الشباب وهي من كلمات الشاعر صفاء الربيعي و ألحانهُ
حيث أن الشاعر صفاء الربيعي هو صديقه و رفيق دربه وأكثر أعماله له.
ومن الجدير بالذكر ان الشاعر صفاء الربيعي فاز في برنامج مثلث النجوم بالمركز الأول عن أغنية ( يا وسفة ). وأيضاً أغنية (ألف مبروك و الباقي بحياتك) وهي من كلماته أيضاً

## تعامله مع الفنانين
غنَّا له الفنان وسام داود أغنية (وي غيري)
والفنان حسين الغزال أغنية (الف مبروك والباقي بحياتك)
والفنان عبد فلك غناله خمسة أعمال أبرزها :
- بزعلنا الناس عرفت.......................... حامد الشمري
- هسه اساكم................................... صفاء الربيعي
- شتكَل للناس.................................. مجبل لازم
- يريده الندى يطيح........................... طالب الدراجي